# Villegouge
Villegouge település Franciaországban, Gironde megyében. Lakosainak száma 1291 fő (2022. január 1.). Villegouge Galgon, Lugon-et-l’Île-du-Carnay, Saillans, Saint-Aignan, Saint-Germain-de-la-Rivière, Tarnès és Vérac községekkel határos.

## Népesség
A település népessége az elmúlt években az alábbi módon változott:
| Lakosok száma | 715  | 968  | 1100 | 1155 | 1256 | 1262 | 1263 | 1250 | 1287 | 1291 |
|               | 1968 | 1982 | 1990 | 2006 | 2013 | 2015 | 2017 | 2019 | 2020 | 2022 |